# Sentier de randonnée Selvaggio Blu
 (mai 2022).
La mise en forme du texte ne suit pas les recommandations de Wikipédia : il faut le « wikifier ».
Les points d'amélioration suivants sont les cas les plus fréquents. Le détail des points à revoir est peut-être précisé sur la page de discussion.
- Les titres sont pré-formatés par le logiciel. Ils ne sont ni en capitales, ni en gras.
- Le texte ne doit pas être écrit en capitales (les noms de famille non plus), ni en gras, ni en italique, ni en « petit »…
- Le gras n'est utilisé que pour surligner le titre de l'article dans l'introduction, une seule fois.
- L'italique est rarement utilisé : mots en langue étrangère, titres d'œuvres, noms de bateaux, etc.
- Les citations ne sont pas en italique mais en corps de texte normal. Elles sont entourées par des guillemets français : « et ».
- Les listes à puces sont à éviter, des paragraphes rédigés étant largement préférés. Les tableaux sont à réserver à la présentation de données structurées (résultats, etc.).
- Les appels de note de bas de page (petits chiffres en exposant, introduits par l'outil «  Source ») sont à placer entre la fin de phrase et le point final[comme ça].
- Les liens internes (vers d'autres articles de Wikipédia) sont à choisir avec parcimonie. Créez des liens vers des articles approfondissant le sujet. Les termes génériques sans rapport avec le sujet sont à éviter, ainsi que les répétitions de liens vers un même terme.
- Les liens externes sont à placer uniquement dans une section « Liens externes », à la fin de l'article. Ces liens sont à choisir avec parcimonie suivant les règles définies. Si un lien sert de source à l'article, son insertion dans le texte est à faire par les notes de bas de page.
- La présentation des références doit suivre les conventions bibliographiques. Il est recommandé d'utiliser les modèles {{Ouvrage}}, {{Chapitre}}, {{Article}}, {{Lien web}} et/ou {{Bibliographie}}. Le mode d'édition visuel peut mettre en forme automatiquement les références.
- Insérer une infobox (cadre d'informations à droite) n'est pas obligatoire pour parachever la mise en page.

Pour une aide détaillée, merci de consulter Aide:Wikification.
Si vous pensez que ces points ont été résolus, vous pouvez retirer ce bandeau et améliorer la mise en forme d'un autre article.
Le Sentier de randonnée Selvaggio Blu, ou Bleu sauvage, est un itinéraire de randonnée situé sur le territoire du district de Baunei (Sardaigne) conçu en 1987 par le photographe et alpiniste Mario Verin et l'architecte Peppino Cicalò, président de la section Nuoro du Club alpin italien. Il fait plus de 40 kilomètres, du port touristique de Santa Maria Navarrese (Baunei) à la plage de Cala Sisine (Baunei). Il faut en moyenne quatre jours pour le parcourir.
Le Selvaggio Blu, lieu réputé de la randonnée en Sardaigne est considéré comme l'un des derniers itinéraires de randonnée sauvage de la Méditerranée car, pour la majeure partie du parcours, il n'est accessible qu'en bateau ou en suivant le chemin le long de la côte du golfe d'Orosei.
Mario Verin et Peppino Cicalò ont utilisé le nom « Selvaggio Blu » pour refléter les principales caractéristiques du voyage : « Selvaggio » pour refléter la nature sauvage et la pureté de l'expérience, et « Blu » parce que le chemin longe la côte, où la couleur de la mer et du ciel est prédominante.
Le Selvaggio Blu est entièrement situé sur le territoire du district de Baunei qui s'étend sur 211,9 km2 sur la côte orientale de la Sardaigne, dans la province d'Ogliastra.

## Particularités géologiques
La région de Baunei est considérée comme l'une des plus sauvages de Sardaigne, allant de la ville côtière de Santa Maria Navarrese et traversant les plateaux calcaires et les paysages côtiers jusqu'à la plage de Cala Luna. Il contient tous les centres principaux du parcours, y compris : Santa Maria Navarrese, Pedra Longa, Portu Pedrosu, Cala Goloritzè, Su Feilau, Cala Sisine et également tous les centres inclus dans les variantes Selvaggio Blu : Cala Mariolu, Cala Biriala ; S'Istrada Longa, Grotta del Fico et le plateau de Golgo.

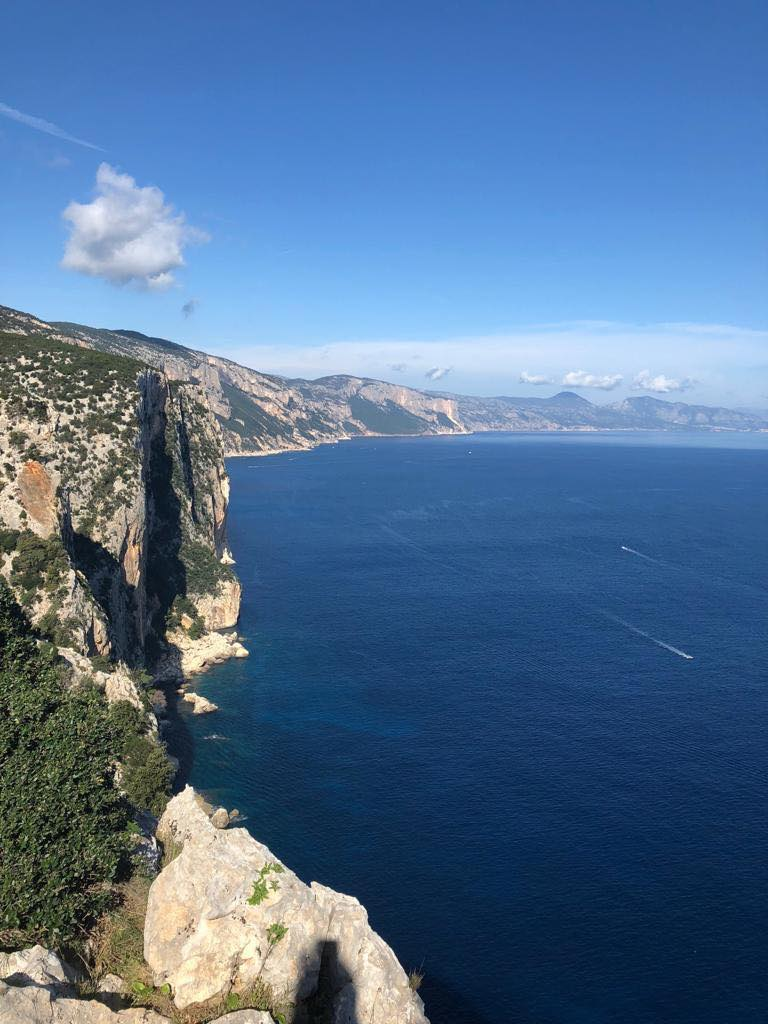
La côte rocheuse du golfe d'Orosei

Selvaggio Blu a un emplacement stratégique pour voir l'histoire géologique de la Sardaigne, car il est situé à 40 km le long de la côte. Il comporte plusieurs observations géologiques importantes sur l'itinéraire de randonnée de Selvaggio Blu qui peut être atteint à la fois par voie terrestre et maritime.
Dans la partie nord de Santa Maria Navarrese, les randonneurs ont la possibilité de se déplacer le long d'une section de granite fracturé de l'âge paléozoïque, où les roches ont plusieurs mètres d'épaisseur. Cette zone contient certaines des roches les plus anciennes de Sardaigne, recouvertes de couches de métagrès cambrien-ordovicien, de phyllites et de quartzites. À Pedra Longa, la section de granite se termine et il y a une transition vers les calcaires, qui sont une caractéristique commune de la côte du golfe d'Orosei. En raison des changements climatiques, le calcaire a été affecté par la montée et la baisse du niveau de la mer. Les changements causés par le mélange de l'eau douce du calcaire et de l'eau de mer salée comprennent des cavités calcaires plus grandes et des fluctuations de différentes couleurs.
La Grotta del Fico est une grotte karstique située sur le Selvaggio Blu entre Santa Maria Navarrese et Cala Luna. Accessible en bateau ou à pied, elle a été découverte par des pêcheurs au début du XXe siècle et fut par la suite ouverte au public avec des visites guidées en 2003. À l'intérieur de Grotta del Fico, il y a un lac aux eaux claires qui se reflète à l'intérieur de la grotte. Le lac est créé par l'eau karstique qui coule dans la partie principale de la grotte pour l'alimenter.

## Histoire

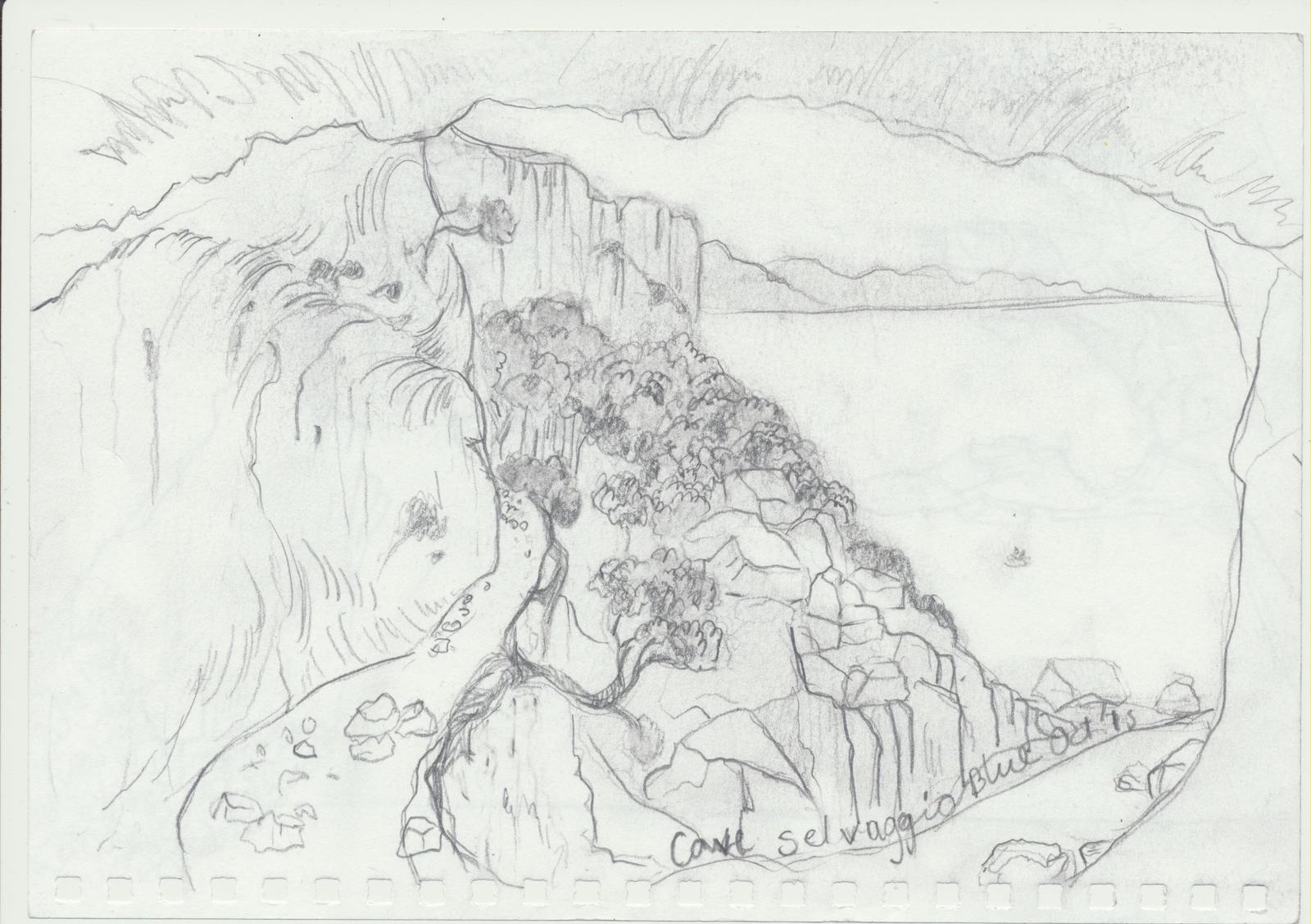
Dessin réalisé par le guide alpin Marcello Cominetti sur un passage du Selvaggio Blu.

Ce sentier fut l'un des premiers parcourus par les amateurs de la Randonnée en Sardaigne.
- 1963 : Peppino Cicalò a conçu le parcours initial après quelques excursions exploratoires. Il a complété la première partie du parcours, partant de Fonni et passant par Punta la Marmora jusqu'à Baunei. Il pensait aussi passer par le Supramonte vers le nord. Après avoir rencontré Mario Verin, alors qu'il étudiait à Florence, il a développé le Selvaggio Blu, avec l'aide de son partenaire[1]
- 1981 : deux grimpeurs experts, Alessandro Gogna et Maurizio Zanolla, ouvrent la première voie d'escalade dans cette zone avec l'ascension de l'Aguglia de Goloritzè, un monolithe calcaire sur les falaises. Leur route traversait de Cala Luna à Baunei et est considérée comme le noyau original du Selvaggio Blu, bien que ce nom n'ait été utilisé qu'en 1988[1].
- 1985 : un magazine de voyage national italien, Airone, publie un article de Jacopo Merizzi sur l'itinéraire, le faisant connaître à un public plus large.
- 1986 : Peppino Cicalò propose au maire de Baunei de relier les randonnées déjà existantes pour en créer une nouvelle, plus longue. Mario Verin s'est également intéressé au Supramonte sauvage à cette époque.
- Mai 1987 : Cicalò invite son ami Mario Verin à Santa Maria Navarrese pour marcher de Pedra Longa à Cala Sisine, en longeant le bord des falaises (une idée de leur jeunesse). En deux jours, le duo a réussi à se rendre à Cala Goloritzè, nommant leur nouveau parcours Da guglia a guglia. Ils disposaient de cartes limitées et d'un macchia méditerranéen dense à négocier. Ils ont tenté d'identifier les chemins les plus faciles pour rendre l'itinéraire accessible aux visiteurs ultérieurs, leur demandant de choisir entre inclure un itinéraire le long des falaises, source de danger pour les grimpeurs non experts, ou de progresser dans la macchia moins pittoresque. Après cela, ils ont décidé de monter via Boladina dans le cadre de l'exploration du Golgo. À l'issue de ce voyage, ils décidèrent de poursuivre leur exploration l'année suivante[1].
- Mai 1988 : Cicalò et Verin retournent à Baunei et complètent la poursuite de la route vers Cala Sisine, en la renommant Selvaggio Blu. Le magazine de voyage Alp (no 38/1988) a également publié la première partie de l'itinéraire, illustrée par une série détaillée de photos. Dino Barranu, alors maire de Baunei, a compris l'importance potentielle de cette initiative pour le tourisme local et a lancé un projet imitant les sentiers de randonnée de la Corse. L'objectif principal était de faire connaître la région en récupérant d'anciens chemins muletiers, en balisant la piste et en formant des guides locaux[1].

## Description
Selvaggio Blu est un itinéraire de 40 kilomètres. Le trajet est estimé à quatre jours, mais de nombreuses personnes prennent environ six à sept jours selon l'expérience et la condition physique.

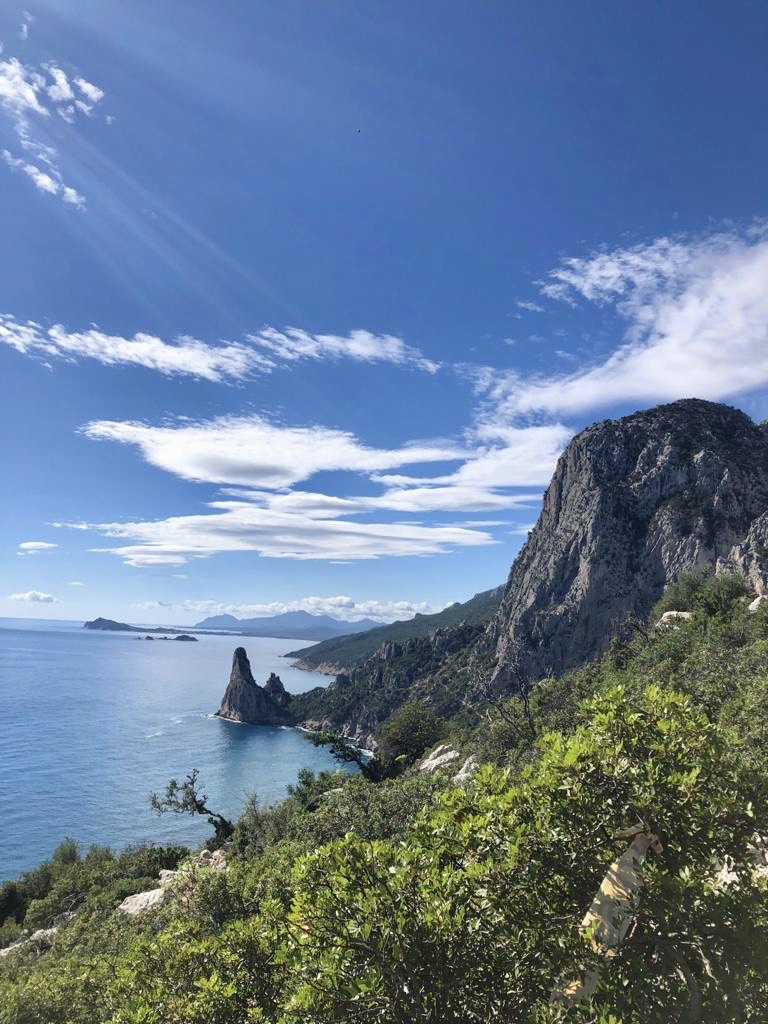
Premier jour : le pic de Pedra Longa et la ville côtière de Santa Maria Navarrese.

|                        | Jour un            | Jour deux         | Jour trois              | Jour quatre             |
| ---------------------- | ------------------ | ----------------- | ----------------------- | ----------------------- |
| De                     | Pedra Longa        | Porto Pedrosu     | Cala Golorize           | Bacu su Feilau/ Padente |
| À                      | Porto Pedrosu      | Cala Goloritzé    | Bacu su Feilau/ Padente | Cala Sisine             |
| Temps de trajet estimé | 9 h                | 6 h               | 8 h                     | 6 h 30                  |
| Difficulté             | EEE (Échelle UIIA) | EE (Échelle UIIA) | IV+ (Échelle UIAA)      | IV (Échelle UIAA)       |
| Hauteur maximale       | 770 m              | 495 m             | 485 m                   | 480 m                   |
| Longueur               | 12 km              | 9,5 km            | 7,4 km                  | 7 km                    |

### Premier jour
Le Selvaggio Blu part de Pedra Longa (40° 01′ 38″ N, 9° 42′ 25″ E) et va jusqu'à Portu Pedrosu (40° 04′ 05″ N, 9° 44′ 02″ E). Il a un temps de trajet estimé à neuf heures pour couvrir ses 12 km de longueur. Dans cette étape, il atteint la hauteur maximale de tout le Selvaggio Blu, qui est de 770 m. Cette section obtient une note d'escalade EEA sur l'échelle UAII, ce qui fait de cette étape la troisième plus difficile en difficulté technique de tout le voyage Le chemin traverse une petite vallée dans les bois jusqu'à ce qu'il atteigne un point où il est possible de voir la mer. Le chemin continue dans un autre petit vallon de chênes verts, marchant sur des éclats calcaires très coupants. Le chemin franchit ensuite deux portes, après quoi il descend vers la mer en suivant les falaises. Puis, en passant au sommet de la Grotta dei Colombi, le sentier pénètre à nouveau dans une petite vallée. En descendant cette vallée, sur la gauche se trouve une section équipée de troncs de genévrier qui permettent aux grimpeurs de descendre dans Bacu Tenadili. Le chemin à ce stade met à l'épreuve les compétences d'orientation des grimpeurs en raison de l'absence de signal GPS. Après ce tronçon, il y a une zone calcaire fissurée où les bergers ont l'habitude de puiser de l'eau. Ensuite, le chemin devient moins évident. Après une descente raide en zigzag, le chemin mène au mouillage de Portu Pedrosu où prend fin la première étape. Marcher pendant dix minutes de plus jusqu'à Portu Cuau (40° 05′ 11″ N, 9° 43′ 55″ E) permet d'atteindre un grand espace pour camper.

### Deuxième jour
L'itinéraire du deuxième jour commence à Portu Pedrosu et se termine à Cala Goloritzè (40° 06′ 29″ N, 9° 41′ 23″ E), la hauteur maximale atteinte au cours de cette journée est d'environ 495 m. Cette étape est de 9,5 km et le temps de trajet estimé est de six heures. Il n'est pas aussi difficile que les autres chemins ; sa difficulté a été classée EE sur l'échelle UAII, ce qui en fait la section technique la plus facile du Selvaggio Blu. De Portu Pedrosu, le chemin est bien défini pour une courte section grâce à un bon chemin muletier entouré de végétation. Passant un petit vallon, le chemin monte jusqu'à un plateau rocheux où la piste devient moins bien définie. Faisant une grande courbe vers le nord, partiellement recouverte par la végétation, le chemin longe le bord d'un vallon, continuant jusqu'à atteindre un balcon surplombant la mer (2 km de Portu Cuau). En gardant la mer derrière, le chemin passe à travers de petits rochers et des sections de chênes verts, jusqu'à ce qu'il atteigne l'ovile de Kenos Trainos, l'un des plus importants le long du Selvaggio Blu. À partir de ce point, le chemin devient moins dégagé à cause d'une épaisse végétation et d'une petite marche rocheuse. En atteignant Su Runcu'e su Press, il est possible de s'écarter du Selvaggio Blu et d'atteindre en quinze minutes une clairière accessible en SUV.

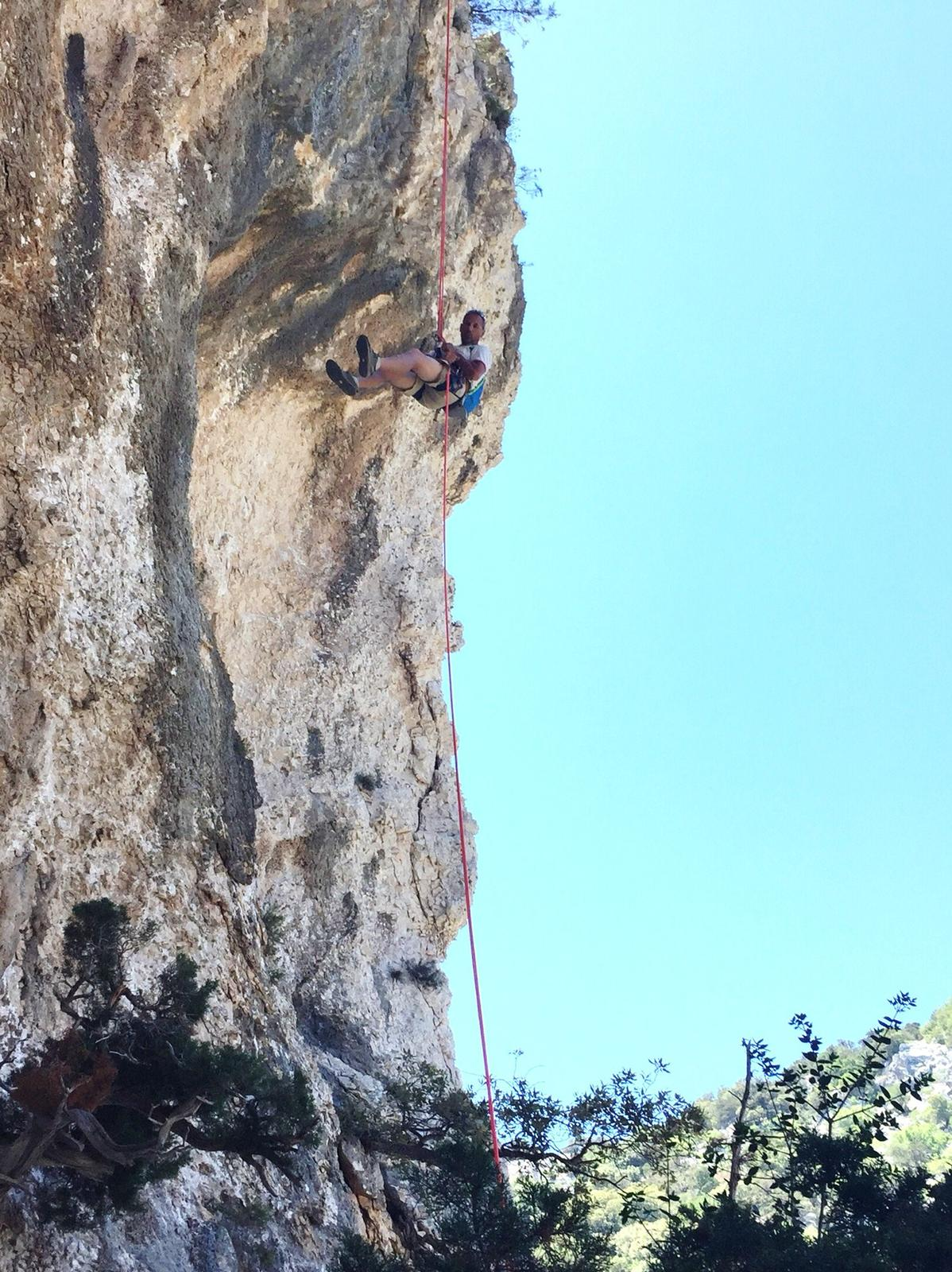
L'un des deux rappels rencontrés lors de l'itinéraire du troisième jour du Selvaggio Blu

.

### Troisième jour
L'itinéraire du troisième jour est 7,4 km de long, avec une hauteur maximale de 485 m. C'est l'étape la plus difficile de tout le parcours ; sa difficulté a été classée IV+ de l'échelle UIAA. Certaines personnes décident de s'arrêter lors de cette étape à cause de tous les obstacles sur le chemin de Bacu Su Feilau. Cette section nécessite la capacité de se déplacer sur tous les types de terrain, avec des difficultés telles que l'exposition, la végétation difficile et l'absence de signal GPS. Au cours de cette étape, qui part de Cala Golorizè et se termine à Bacu su Feilau (40° 03′ 59″ N, 9° 34′ 52″ E), l'itinéraire escalade deux parois rocheuses, la première de vingt mètres et la seconde de quatre mètres. Celles-ci représentent les difficultés techniques d'escalade les plus difficiles du Selvaggio Blu. Ce tronçon comprend plusieurs grottes et bois, et deux passages en rappel de vingt mètres chacun. Bacu su Feliau, qui est un grand trou à travers l'éperon rocheux qui surplombe Bacu Padente, était à l'origine un abri de bivouac sur Selvaggio Blu, mais pour les grands groupes, il est recommandé de le descendre et de monter vers'Ololbizz i, un cercle de charbonniers dans la partie supérieure du Bacu.

### Quatrième jour
Le dernier jour commence à Bacu Su Feliau et se termine 7 km plus loin à Cala Sisine (40° 10′ 45″ N, 9° 38′ 01″ E). Il offre une grande variété de paysages, l'altitude la plus élevée atteinte lors de cette étape est de 480 m. Le temps de trajet estimé est de 6 h 30 et la difficulté technique est classée IV sur l'échelle UIAA. Cela fait de cette étape la deuxième plus difficile du Selvaggio Blu. Au départ de cette étape, il faut escalader un tronc de genévrier avec des chênes géants couverts de mousse. L'itinéraire traverse ensuite un couloir puis est balisé par des balises bleues peintes sur des rochers. Ceux-ci marquent la sortie des bois en empruntant d'anciens chemins muletiers, et offrent une vue panoramique sur la mer. Avant de redescendre, possibilité de gravir une falaise nommée rottura delle altezze (qui signifie « casser les hauteurs ») d'où les promeneurs peuvent contempler la mer 200 m plus bas. L'un des chemins mène à l'ovule Piddi, signifiant Mandragore ou Mandrake en Sarde ; cette plante vénéneuse pousse dans tout le Supramonte. Aidés par les habitants, Verin et Cicalò ont construit un réseau de chemins muletiers qui, avec une série de virages, traversent les ravines les plus imperméables et mènent à la mer, visible uniquement à Cala Sisine ; ici, il y a des quais construits pour transporter le charbon de bois et le bois. De Cala Sisine, il est possible de revenir au point de départ par la mer avec un bateau pneumatique ou par voie terrestre avec un SUV.

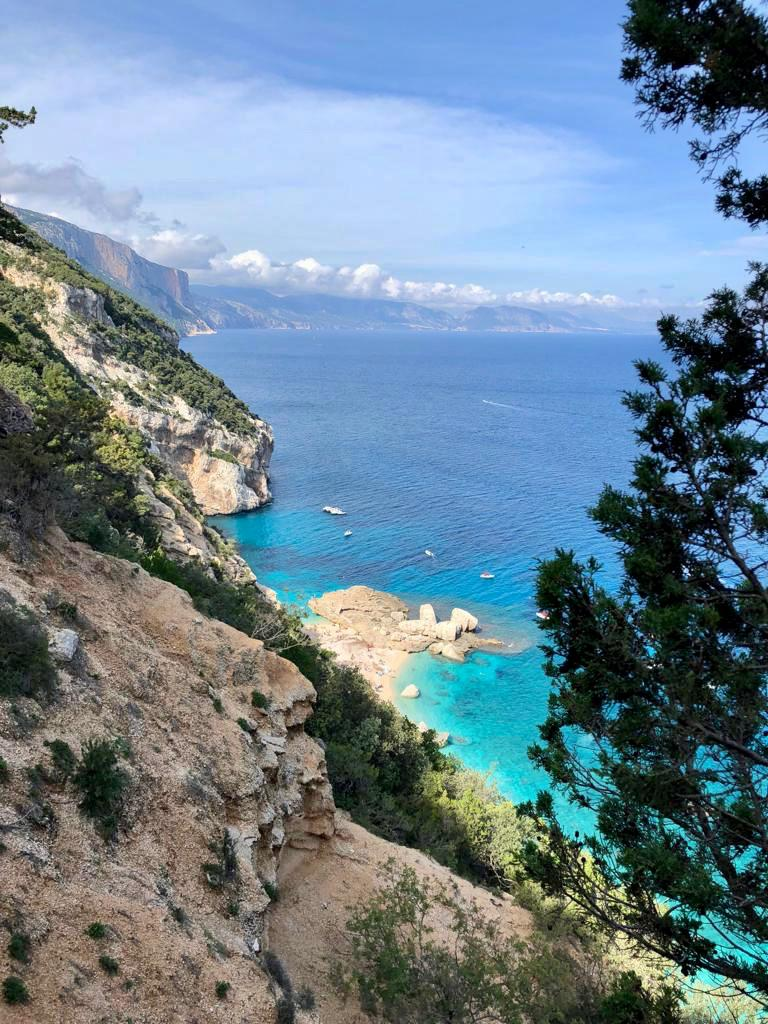
La plage de Cala Mariolu, une variante du Selvaggio Blu

## Variantes de l'itinéraire
- Le premier est l'original conçu en 1987 par Mario Verin et Peppino Cicalò qui va de Pedra Longa à Cala Sisine[1].
- Le second s'appelle Selvaggio Blu+Blu (Wild Blue+Blue) conçu par le guide alpin Marcello Cominetti avec Explorando Supramonte en 2014. Il dure sept jours et présente des variantes différentes par rapport au parcours original : il y a un arrêt à Grotta del Fico et aux plages de Cala Mariolu et Cala Biriala et un passage par Cala Goloritzè[4],[6].
- Le troisième s'appelle Blu Selvaggio (Blue Wild) et est considéré comme le plus difficile. Il va du nord au sud, dans le sens inverse du trek d'origine, et comprend des passages non couverts dans celui d'origine comme S'istrada Longa, Ferrata di Plummare et Plummar'e Mudaloru.[4],[6] ;
- Le quatrième est le Light Selvaggio car il est plus facile et il n'incorpore ni escalade ni rappel, il ne nécessite donc pas un haut niveau de compétence en randonnée et en rappel[4].

|                        | Cala Biriala                  | Cala Mariolu      | Cala Goloritzé    | Cala Sisine                      | Pointe Giradili  | S'Istrada Longa   |
| ---------------------- | ----------------------------- | ----------------- | ----------------- | -------------------------------- | ---------------- | ----------------- |
| De                     | Golgo (Bauneï)                | Golgo             | Golgo             | Golgo                            | Golgo            | Marge             |
| À                      | Cala Biriala                  | Cala Mariolu      | Cala Goloritzé    | Cala Sisine                      | Pointe Giradili  | Cala Sisine       |
| Temps de trajet estimé | 1 h de route et 3 h de marche | 3 h               | 1 h 30            | 1 h de route et 45 min de marche | 3 h              | 4 h 30            |
| Difficulté             | EE (échelle UIIA)             | EE (échelle UIIA) | E (Échelle UIIAA) | T (Échelle UIIAA)                | E (échelle UIIA) | EE (échelle UIIA) |
| Longueur               | 3 kilomètres                  | 6 kilomètres      | 3.5 kilomètres    | 2 kilomètres                     | 7.5 kilomètres   | 11 kilomètres     |

- Cala Biriala : il faut environ 1 heure de route et 3 heures de marche (3 km) et c'est un trek pour randonneurs expérimentés (EE). Il offre une vue complète de la côte de Baunei[4]
- Cala Mariolu : également appelée par les locaux "Ispuligedenie" car lorsqu'ils ont découvert la plage pour la première fois, ils pensaient que le sable ressemblait à des flocons de neige. Le trek part du plateau de Golgo (Baunei) et dure 6 km de long, environ 3 heures. Il y a une colline escarpée et des arches de rochers, par conséquent, la randonnée ne peut être effectuée que par des randonneurs expérimentés (EE)[4],[7].
- Cala Goloritzè : cette plage est classée Monument Naturel depuis 1993, et n'est accessible qu'à la nage ou à pied. Ce trek part du plateau du Golgo et dure 1 h 30 (3,5 km) pour rejoindre la plage. La difficulté de ce trek n'est pas trop extrême et peut être effectuée par des randonneurs de niveau modéré (E)[4],[7].
- Cala Sisine : le trek pour cala Sisine est considéré comme l'un des plus faciles car il faut compter 1 h de route et 45 minutes de marche (2 km) le long d'un lit de rivière asséché. Cela peut être fait par tout le monde (T)[4],[7].
- Punta Giradili : c'est 3 heures de marche (7,5 km) avec une altitude de 600 m. Ce trek est destiné aux randonneurs moyennement expérimentés (E)[4].
- S'Istrada Longa signifie La Longue Route car c'est une longue randonnée qui part du plateau de Margine (Baunei) jusqu'à Cala Sisine (11 kilomètres). Ce trek est réservé aux randonneurs confirmés (EE)[4],[7].

## Divers
- Lors de la troisième étape, près du premier rappel, l'itinéraire passe à proximité de quelques piscines naturelles . Ici, les guides laissent des bidons en plastique pour récupérer l'eau à réutiliser pour les bivouacs. Cet endroit est caractérisé par des figuiers aux longues branches, des rochers recouverts de mousse verte et des insectivores comme les fauvettes qui sont attirés par les insectes que l'on trouve dans les lieux humides[1].
- Il est possible d'apercevoir des mouflons sardes sur les marches rocheuses de l'itinéraire du dernier jour. Pendant l'été ou les jours chauds, il est possible de les voir en fin d'après-midi le soir, tandis que les jours froids ou en hiver, ils peuvent être vus pendant la journée. Ils sont bien adaptés aux terrains accidentés des montagnes, en raison de leur corps musclé, ils peuvent escalader des parois rocheuses abruptes et ils peuvent courir à 60 km/h. Le mâle peut peser 50 kg, alors que la femelle pèse généralement 25 kg; ces mouflons sont présents en Sardaigne depuis le Néolithique[1].
- Un trekkeur, Nicola Bassi, vainqueur des 90 km Ultratrek, a terminé le parcours en 8 heures et 10 minutes, sans aucune aide extérieure et sans s'arrêter pour dormir ou se reposer[8].
- Lonely Planet a mentionné Selvaggio Blu dans son article de 2015 "Les sept meilleures randonnées d'Italie : montagnes majestueuses, côtes spectaculaires et volcans fumants"[9]
- Certains services de transport sont proposés par des entreprises locales pour accompagner le trek. Les marcheurs qui s'attaquent à Selvaggio Blu peuvent s'arranger pour se ravitailler tous les soirs, afin de pouvoir marcher avec un sac à dos plus léger. Le matériel est généralement livré le soir et récupéré le lendemain matin. Après cela, il est emmené à l'endroit suivant. Ce service est disponible uniquement lorsque la mer n'est pas agitée ; dans ces conditions, ce ne serait pas possible par voie terrestre[1].

## Faune et flore
Dans la première étape de Selvaggio Blu, les lauriers -roses trouvent leur habitat idéal et un plateau calcaire caractérise toute la région. De véritables monuments naturels comme les chênes verts se trouvent facilement. Le chemin est coloré par les euphorbes touffues (Euphorbia dendroides). Les serpents font partie intégrante de la faune, comme par exemple le biacco (coluber viridiflavus).
Pendant la quatrième partie du chemin, la possibilité de trouver des bergers est très élevée en raison du grand nombre d'ovins. Les chèvres sont les animaux de base de la faune.
|                      |
| Euphorbia dendroides |

|              |
| Laurier-rose |

|                    |
| Cytinus Hypocistis |

|               |
| Mouflon sarde |